# Колевати
Колева́ти (рос. Колеваты) — присілок у складі Шабалінського району Кіровської області, Росія. Входить до складу Високораменського сільського поселення.
Населення становить 26 осіб (2010, 31 у 2002).
Національний склад станом на 2002 рік — росіяни 94 %.